# La Fièvre du printemps
 (août 2025).
Pour plus de détails, voir Fiche technique et Distribution.
La Fièvre du printemps (en anglais Spring Break) est un film de comédie américain réalisé par Sean S. Cunningham, sorti en 1983.  Le scénario est écrit par David Smilow et la bande originale contient des titres interprétés par le groupe Pablo Cruise.

## Synopsis
Deux étudiants, Nelson et Adam, se rendent en Floride pour passer leurs vacances de printemps. À leur arrivée, ils partagent par hasard une chambre avec deux autres jeunes, Stu et O.T., venus pour faire la fête. Les quatre se retrouvent entraînés dans une série d’événements liés à la musique, aux rencontres et aux compétitions sur la plage.

## Fiche technique
- Titre original : Spring Break
- Réalisation : Sean S. Cunningham
- Scénario : David Smilow
- Production : Sean S. Cunningham
- Musique : Pablo Cruise
- Photographie : Steven Poster
- Montage : Anthony Redman
- Pays d'origine :  États-Unis
- Langue originale : anglais
- Genre : comédie
- Durée : 102 minutes
- Sortie : 1983
- Société de distribution : Columbia Pictures

## Distribution
- David Knell : Nelson Dalby
- Perry Lang : Adam Quint
- Paul Land : Stu
- Steve Bassett : O.T.
- Corinne Bohrer : Susie
- Jessica James : Paulette
- Richard B. Shull : Eddie Dalby
- Jeff Moldovan : Rival

## Bande originale
Le film comporte plusieurs morceaux interprétés par Pablo Cruise, dont « Cool Running ».  La bande-son mélange pop et rock typiques des années 1980.

## Accueil
À sa sortie en mars 1983, le film reçoit des critiques mitigées.
- Variety* souligne l’ambiance légère et la représentation des vacances de printemps, mais critique le scénario jugé prévisible[4].
- The New York Times* évoque une comédie « mineure », destinée surtout au public adolescent de l’époque[3].

Selon Box Office Mojo, le film a rapporté environ 24 millions de dollars au box-office nord-américain.